# Bullseye (TV-program)
Bullseye var ett brittiskt lekprogram med darttema, skapad av Andrew Wood och Norman Vaughan. Showen innehöll tre par tävlande, varje lag bestod av en amatörspelare i dart och en quizzer. Lagen tävlade i pilkastning och frågesport för att vinna priser och pengar.
Originalserien sändes på ITV i Storbritannien och producerades av ATV 1981, sedan av Central från 1982 till 1995. Jim Bowen var programledare från 1981 till 1995. En nyversion av programmet, producerad av Granada Yorkshire för TV-nätverket Challenge, sändes 2006 med Dave Spikey som programledare.
Showen hade en animerad maskot med namnet Bully, en antropomorf stor brun tjur som bar en röd och vit-randig skjorta och blå byxor. Bullseye blev allmänt känt i brittisk kultur under 1980-talet och lockade publik på upp till 20 miljoner tittare.
1989 medverkade John Cooper från Wales i programmet. Cooper skulle sedan dömas för flera inbrott, väpnade rån och, 2021 efter framsteg inom kriminalteknik, två dubbelmord, en våldtäkt och ett sexuellt övergrepp. Inspelat videomaterial från programmet användes senare av åklagaren för att matcha Cooper till vittnesrapporter vid den tiden.

## Produktion

### Avsnitt
| Säsong | Startdatum        | Slutdatum         | Avsnitt | Programledare |
| ------ | ----------------- | ----------------- | ------- | ------------- |
| 1      | 28 september 1981 | 21 december 1981  | 13      | Jim Bowen     |
| 2      | 10 oktober 1982   | 23 januari 1983   | 16      | Jim Bowen     |
| 3      | 27 november 1983  | 3 juni 1984       | 26      | Jim Bowen     |
| 4      | 2 september 1984  | 21 april 1985     | 29      | Jim Bowen     |
| 5      | 1 september 1985  | 16 mars 1986      | 26      | Jim Bowen     |
| 6      | 31 augusti 1986   | 8 mars 1987       | 27      | Jim Bowen     |
| 7      | 13 september 1987 | 13 mars 1988      | 26      | Jim Bowen     |
| 8      | 18 september 1988 | 30 april 1989     | 26      | Jim Bowen     |
| 9      | 29 oktober 1989   | 13 maj 1990       | 26      | Jim Bowen     |
| 10     | 2 september 1990  | 17 mars 1991      | 26      | Jim Bowen     |
| 11     | 1 september 1991  | 8 mars 1992       | 25      | Jim Bowen     |
| 12     | 6 september 1992  | 28 februari 1993  | 25      | Jim Bowen     |
| 13     | 26 mars 1994      | 23 juli 1994      | 18      | Jim Bowen     |
| 14     | 1 april 1995      | 8 juli 1995       | 13      | Jim Bowen     |
| 15     | 17 april 2006     | 22 september 2006 | 30      | Dave Spikey   |

### Julspecialer
| Datum            | Programledare |
| ---------------- | ------------- |
| 26 december 1982 | Jim Bowen     |
| 25 december 1983 | Jim Bowen     |
| 23 december 1984 | Jim Bowen     |
| 28 december 1986 | Jim Bowen     |
| 27 december 1987 | Jim Bowen     |
| 25 december 1988 | Jim Bowen     |
| 24 december 1989 | Jim Bowen     |
| 23 december 1990 | Jim Bowen     |
| 22 december 1991 | Jim Bowen     |
| 27 december 1992 | Jim Bowen     |